# HD52239
HD52239 — хімічно пекулярна зоря спектрального класу
A5 й має видиму зоряну величину в смузі V приблизно  9,1.

## Пекулярний хімічний вміст
Зоряна атмосфера HD52239 має підвищений вміст 
Cr
.